# 作曲理論
作曲理論（さっきょくりろん）とは楽曲を構成するための手段をまとめたものである。

## 起源
もともと音楽は口承ですべて伝えられ、文字としての記録に全く残らなかった。これは実は西洋でも同じで、ルネサンスの時代から音楽理論が編纂されだすと、発行のたびに激論になった。また文字として記録していても、それが絶対であるという保証も誰も何もしていなかった。インドネシアのガムランの記譜が行われたのはオランダ入植後である。
比較的大著としてまとめられたものにジョゼッフォ・ツァルリーノの「音楽概論」がある。これは音楽の作曲や演奏にまつわるものをすべて書き出そうとしたものだが、即座に批判に会い改訂せざるを得なかったと言われている。
西洋ではバロックや古典派の時代になると作曲理論を文字で述べることは一般的に行われるようになる。この時代のイランでもすでに音楽理論は確固として西洋より強固に存在していたのだが、ラディーフを記譜するという習慣は「鼻で笑われた」そうである。ラディーフが記譜されて出版されだすのは、西洋音楽の受容を経て以降になる。

## 関連文献
- 柴田南雄：『音楽史と音楽論』
- 岡田暁生：『西洋音楽史』 (放送大学教材)
- ジョゼッフォ・ツァルリーノ：『音楽概論』
- ヨハン・フィリップ・キルンベルガー：『純正作曲の技法』